# Knightmare III: Shalom
Pour les articles homonymes, voir Knightmare.
Knightmare III: Shalom (シャロム 魔城伝説III 完結編) est  un jeu vidéo de rôle conçu par Konami, sorti en 1987 sur systèmes MSX, puis republié en 2016, sur plateforme Project EGG (ja).
Il s'agit de la suite de Knightmare, sorti en 1986  The Maze of Galious, sorti en 1987, tous deux du même éditeur, sur plateforme MSX.
Les deux premiers épisodes de la série étaient des jeux d'action, mais celui-ci est un jeu vidéo de rôle.